# Michael Jackson: The Game
Michael Jackson: The Experience là một video game dựa theo bài hát và âm nhạc của Michael Jackson. Nó được xuất bản bởi Ubisoft, và sẽ được phát hành một số thời gian trong quý IV năm 2010. Nó sẽ là game đầu tiên để làm cho việc sử dụng Xbox 360 's Kinect và Sony PlayStation 3 của PlayStation Move. Các trò chơi sẽ có nhiều những ca khúc hits nổi tiếng của Michael Jackson, như " Thriller "," Bad "," Beat It "và" Billie Jean ".
Các bài hát chính thức của Michael Jackson: The Experience (Wii version)
- "Another Part of Me" (Special Edition)
- "Bad"
- "Beat It"
- "Billie Jean"
- "Black Or White"
- "Dirty Diana"
- "Do Not Stop ‘Till You Get Enough"
- "Earth Song"
- "Ghosts"
- "In the Closet"
- "Leave Me Alone"
- "Money"
- "Remember the Time"
- "Rock With You"
- "Smooth Criminal"
- "Speed Demon"
- "Street Walker"
- "Sunset Driver"
- "The Girl is Mine"
- "The Way You Make Me Feel"
- "They Do Not Care About Us"
- "Thriller"
- "Want to Be Startin’ Something"
- "Who Is It"
- "Will You Be There"
- "Workin’ Day and Night"